# Авсеенко, Владимир Лаврович
Владимир Лаврович Авсеенко (18 ноября 1917, Москва — 28 апреля 2002, там же) — советский военачальник, генерал-полковник инженерных войск (23.02.1972). Участник Великой Отечественной войны.

## Биография
Русский. Из семьи служащих. 
В РККА призван в августе 1941 года Арбатским (по другим данным Сталинским) районным военкоматом Москвы. Учился в Военно-инженерной академии имени В. В. Куйбышева в 1941—1942 годах.
Участник Великой Отечественной войны с декабря 1942 года. Капитан В. Авсеенко воевал на Калининском фронте командиром 293-го армейского инженерного батальона 39-й армии, во главе батальона отличился в Смоленской наступательной операции. В 1944 году командовал 199-м инженерно-сапёрным батальоном в 6-й гвардейской армии 1-го Прибалтийского фронта. Отлично действовал в Белорусской стратегической наступательной операции, в том числе в освобождении Витебска. В конце 1944 года был уже заместителем начальника штаба 29-й инженерно-сапёрной бригады, отличился в наступательных боях в Восточной Пруссии.
Проявил себя на фронте умелым и отважным командиром: за два с половиной года участия в боях награждён 4 орденами и дважды повышался в воинских званиях. В 1945 году стал подполковником.
После Победы продолжил службу в инженерных войсках Советской армии. Был начальником инженерной службы дивизии. В 1949 году окончил Военно-инженерную академию имени В. В. Куйбышева. Служил начальником инженерных войск Дальневосточного и Прикарпатского военных округов. В 1961 году окончил Военную академию Генерального штаба Вооружённых Сил СССР. С 1963 года — заместитель начальника, а с 1969 года — начальник Военно-инженерной академии имени В. В. Куйбышева. С 1974 года — начальник военно-инженерной кафедры Военной академии Генерального штаба Вооружённых Сил СССР имени К. Е. Ворошилова.
Кандидат военных наук (1980). Доцент.
Автор ряда научных трудов по вопросам инженерного обеспечения войсковых операций. Внёс большой вклад в подготовку офицеров и генералов инженерных войск.
С 1987 года — в запасе. Жил в Москве. Похоронен на Троекуровском кладбище.
Член ВКП(б)/КПСС с 1943 года.

## Награды
- орден Красного Знамени (25.07.1944)
- Орден Трудового Красного Знамени
- два ордена Отечественной войны I степени (18.10.1943, 11.03.1985)
- орден Отечественной войны II степени (4.01.1945)
- 2 ордена Красной Звезды (28.06.1943, 26.10.1955)
- медаль «За боевые заслуги» (19.11.1951)
- юбилейная медаль «За воинскую доблесть. В ознаменование 100-летия со дня рождения В. И. Ленина»
- медаль «За отличие в охране государственной границы СССР»
- медаль «За победу над Германией в Великой Отечественной войне 1941—1945 гг.»
- юбилейная медаль «Двадцать лет Победы в Великой Отечественной войне 1941—1945 гг.»
- юбилейная медаль «Тридцать лет Победы в Великой Отечественной войне 1941—1945 гг.»
- юбилейная медаль «Сорок лет Победы в Великой Отечественной войне 1941—1945 гг.»
- медаль «Ветеран Вооружённых Сил СССР»
- медаль «За укрепление боевого содружества»
- медаль «За безупречную службу» 1 степени

иностранные награды
- Офицерский Крест ордена Возрождения Польши (ПНР, 6.10.1973)	 IV класс
- орден «За боевые заслуги» (Монголия, 6.07.1972)
- Медаль «Братство по оружию» в золоте (ГДР)
- Медаль «30 лет Халхин-Гольской Победы» (Монголия, 15.08.1969)
- Медаль «50 лет Монгольской Народной Армии» (Монголия, 15.03.1971)
- Медаль «За укрепление дружбы по оружию» I степени (ЧССР)
- Медаль «30 лет освобождения Чехословакии Советской Армией» (ЧССР, 22.08.1974)